# Bánh xe Falkirk

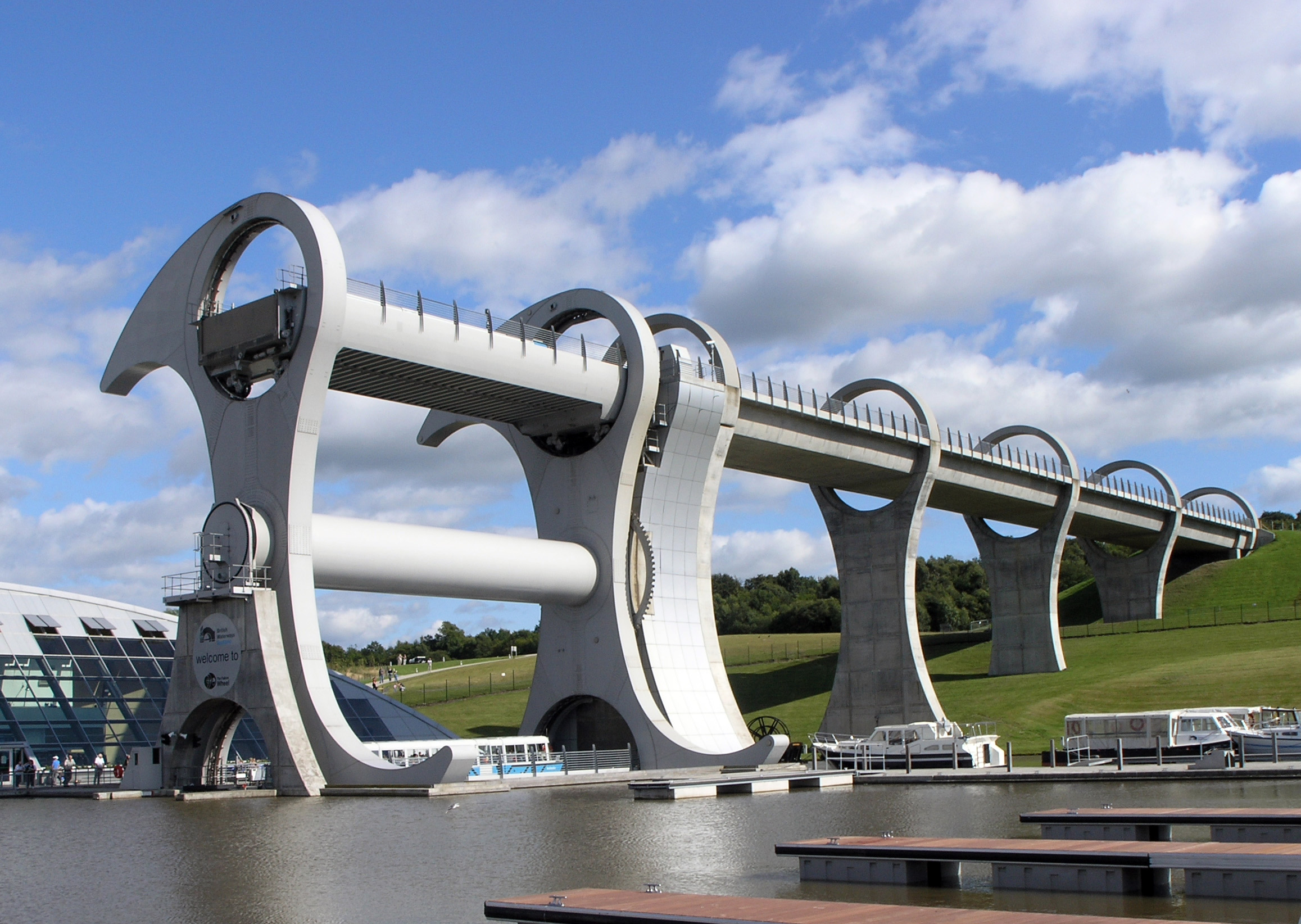
Falkirk Wheel, tháng 7 năm 2004

Falkirk Wheel là hệ thống nâng tàu bằng phương pháp quay ở Scotland, nối liền vùng Forth và kênh Clyde với kênh Union. Do kênh Clyde có mực nước thấp hơn nên các tàu sẽ đi vào một chiếc máng rồi được đưa lên cao vào một cầu dẫn nước để nó có thể chạy vào kênh Clyde ở phía trên.
Công trình được đặt tên theo vùng phụ cận của Falkirk, miền Trung Scotland. Ngày 24 tháng 5 năm 2002, nữ hoàng Elizabeth II tổ chức lễ khánh thành Falkirk Wheel như một phần trong chương trình kỷ niệm đám cưới của bà nhưng lại bị trì hoãn hơn dự kiến khoảng một tháng do lũ lụt. Tổng kinh phí sửa chữa thiệt hại do lũ gây ra là 350.000 bảng Anh
Vào năm 2007, hình ảnh Falkirk Wheel được in trên tờ 50 bảng do Ngân hàng Scotland phát hành.